# Libyastus duratus
Libyastus duratus är en loppart som först beskrevs av Jordan 1931.  Libyastus duratus ingår i släktet Libyastus och familjen fågelloppor. Inga underarter finns listade i Catalogue of Life.